# Honda Accord 8. Generation
| Sterne im Euro NCAP-Crashtest | Fünf Sterne im Euro-NCAP-Crashtest |

Der Honda Accord ist ein Mittelklasse-Pkw des japanischen Automobilherstellers Honda. Die achte Generation erschien im Sommer 2008 auf dem deutschen Markt. Es handelt sich dabei wiederum um eine viertürige Limousine und einen fünftürigen Kombi („Tourer“). In Nordamerika wurde der Wagen als Acura TSX verkauft. 

## Übersicht
Das Modell war erstmals im März 2008 auf dem Genfer Auto-Salon zu sehen und geht auf die Entwurfstudie „Accord Tourer Concept“ zurück, die bereits im September 2007 auf der IAA gezeigt worden war. Der offizielle Verkauf begann in Deutschland für die Limousine am 7. Juni 2008 und am 6. September 2008 für den Kombi.
Die achte Generation des Accord wurde in der Länge und Breite deutlich, in der Höhe geringfügig größer. Der Kombi ist bei gleicher Breite etwas länger und höher als das Vorgängermodell.
In Deutschland waren ab dem Verkaufsstart sowohl für die Limousine als auch für den Kombi, der den Namen „Tourer“ trägt, wahlweise drei Motoren erhältlich: zwei Ottomotoren und ein Dieselmotor. Das Motorenangebot entsprach dem beim Vorgängermodell, die Aggregate verfügen durch entsprechende Optimierungsmaßnahmen über mehr Leistung.
Die achte Generation wurde in drei Ausstattungslinien angeboten: als Comfort (nur 2.0), Elegance (2.0, 2.2 i-DTEC) und Executive, die mit allen Motoren kombinierbar waren.

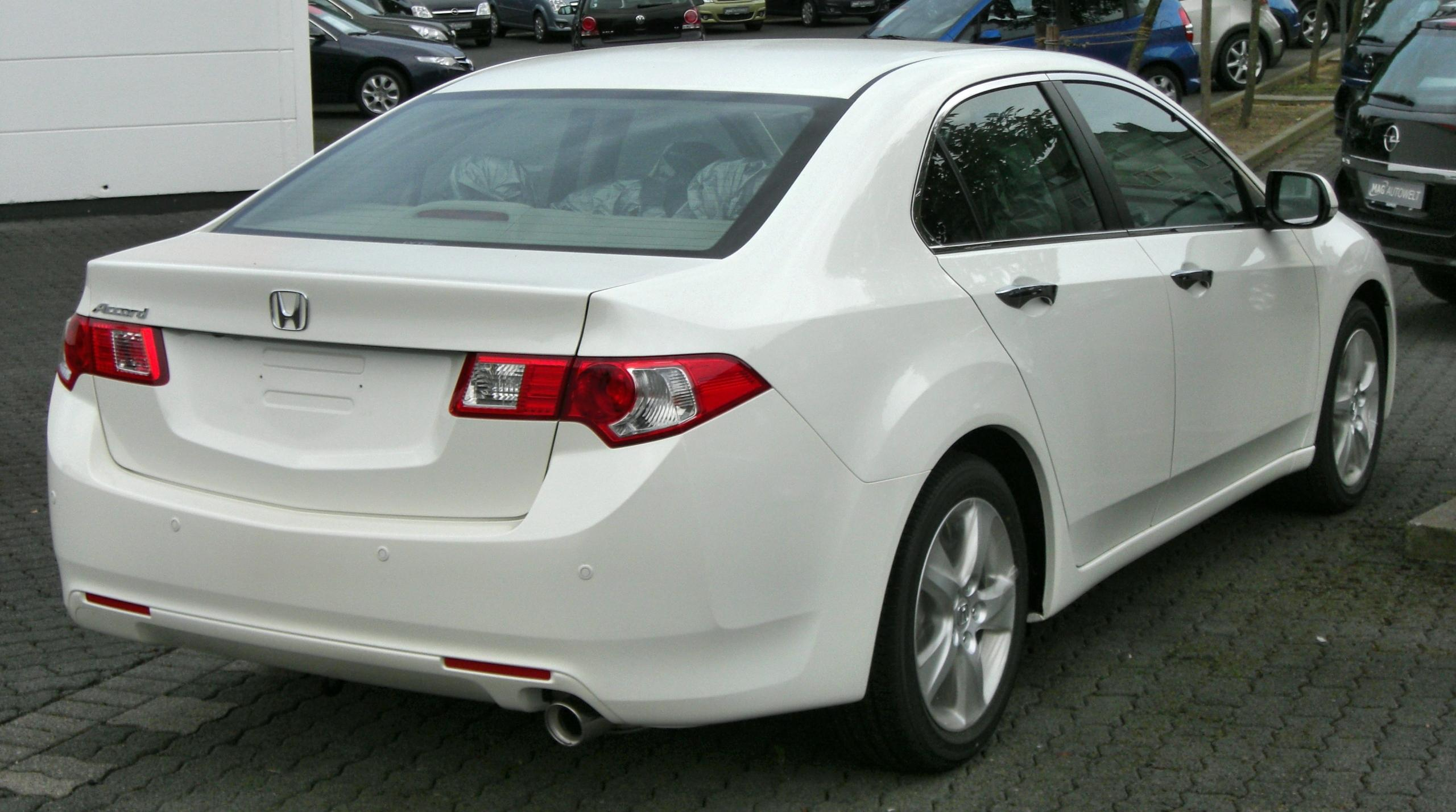
Heckansicht
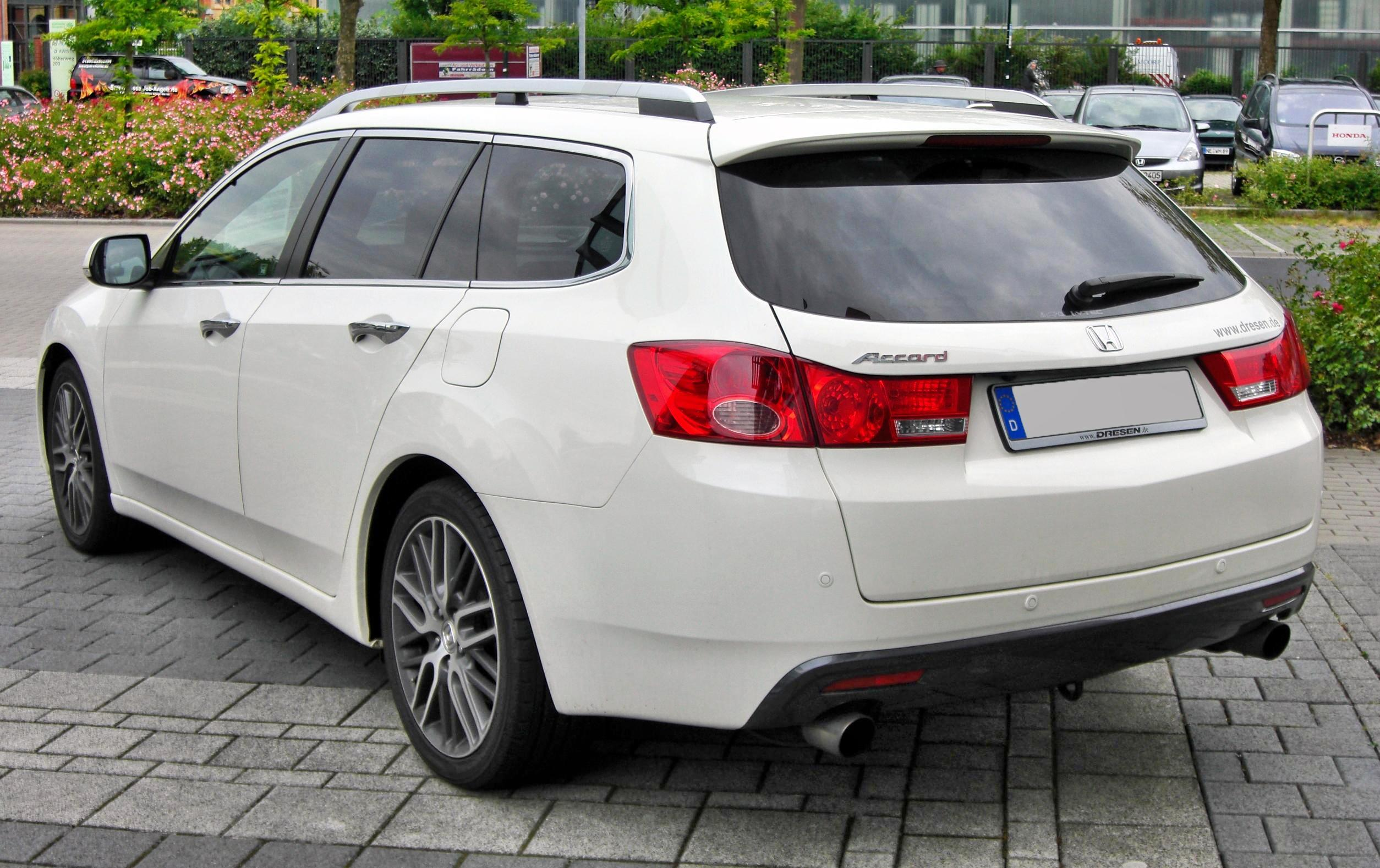
Honda Accord Tourer (2008–2011)
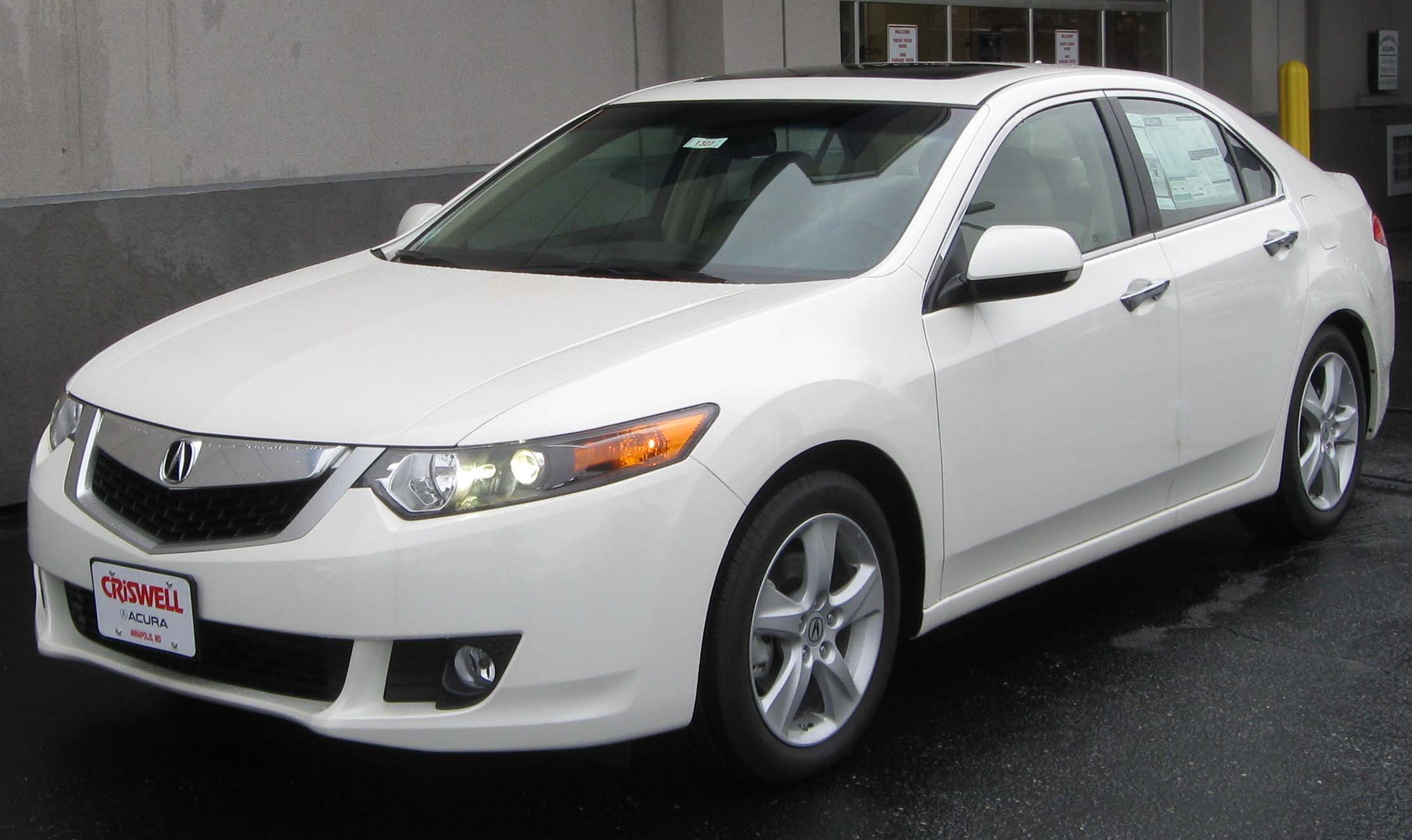
Acura TSX
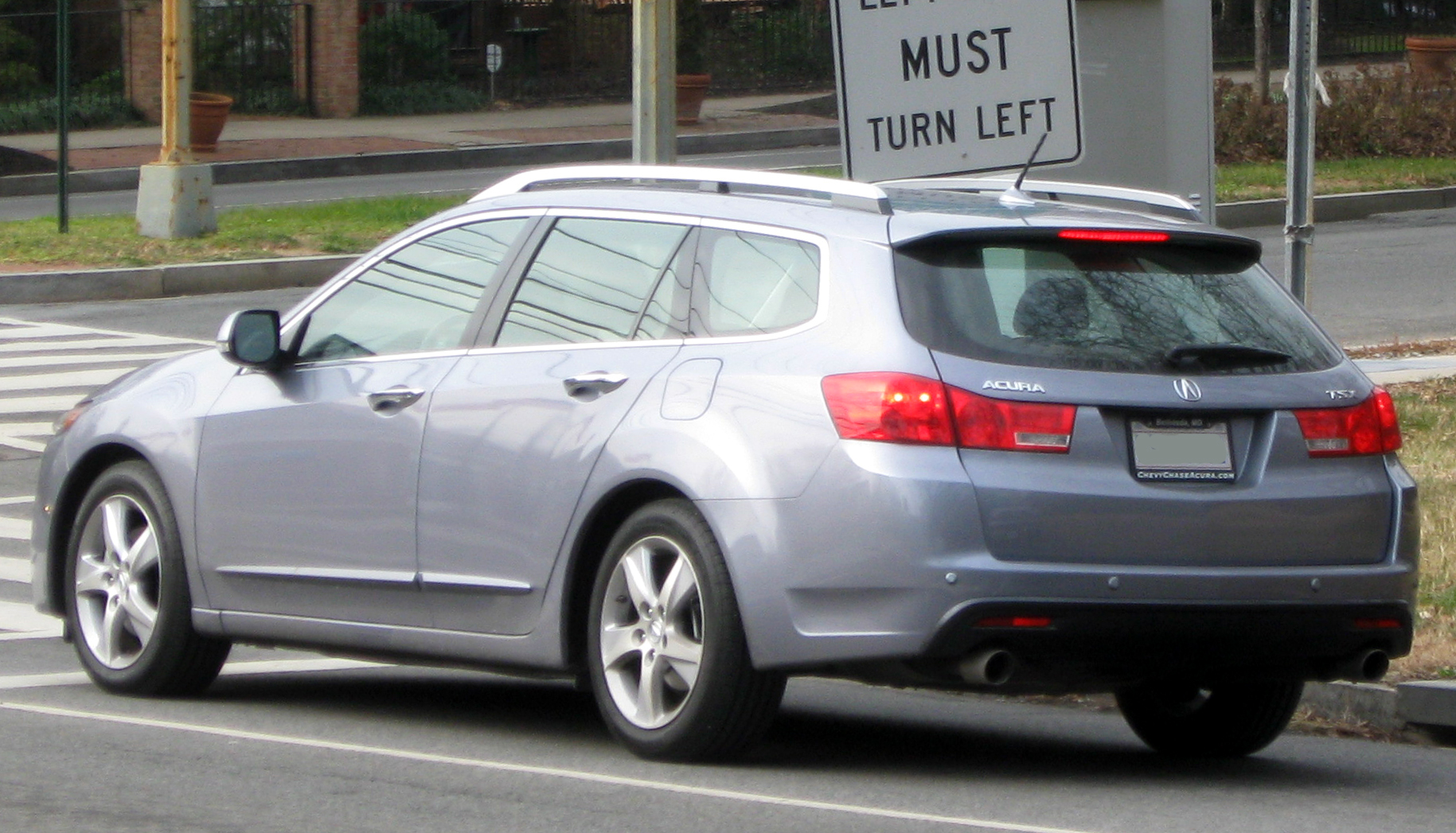
Acura TSX Sportwagon

## Modellpflege
Auf dem Genfer Automobilsalon wurde im März 2011 ein überarbeitetes Modell des Accord präsentiert, das im April auf den Markt kam.
Verändert wurden die Scheinwerfer, der Kühlergrill und der Stoßfänger, der nun kantiger geformt war. Außerdem wurde das Fahrwerk verbessert sowie die Geräusche im Innenraum reduziert. Zudem hielten neue Stoffe und Materialien Einzug. Zudem kam ein zweiter 2,2-Liter-Dieselmotor, bei dem die Leistung um 22 kW auf 132 kW gestiegen wurde.
Im Sommer 2015 stellte Honda die Produktion des für den europäischen Markt bestimmten Accord ersatzlos ein, auf anderen Märkten ist bereits seit 2012 die 9. Generation auf dem Markt.

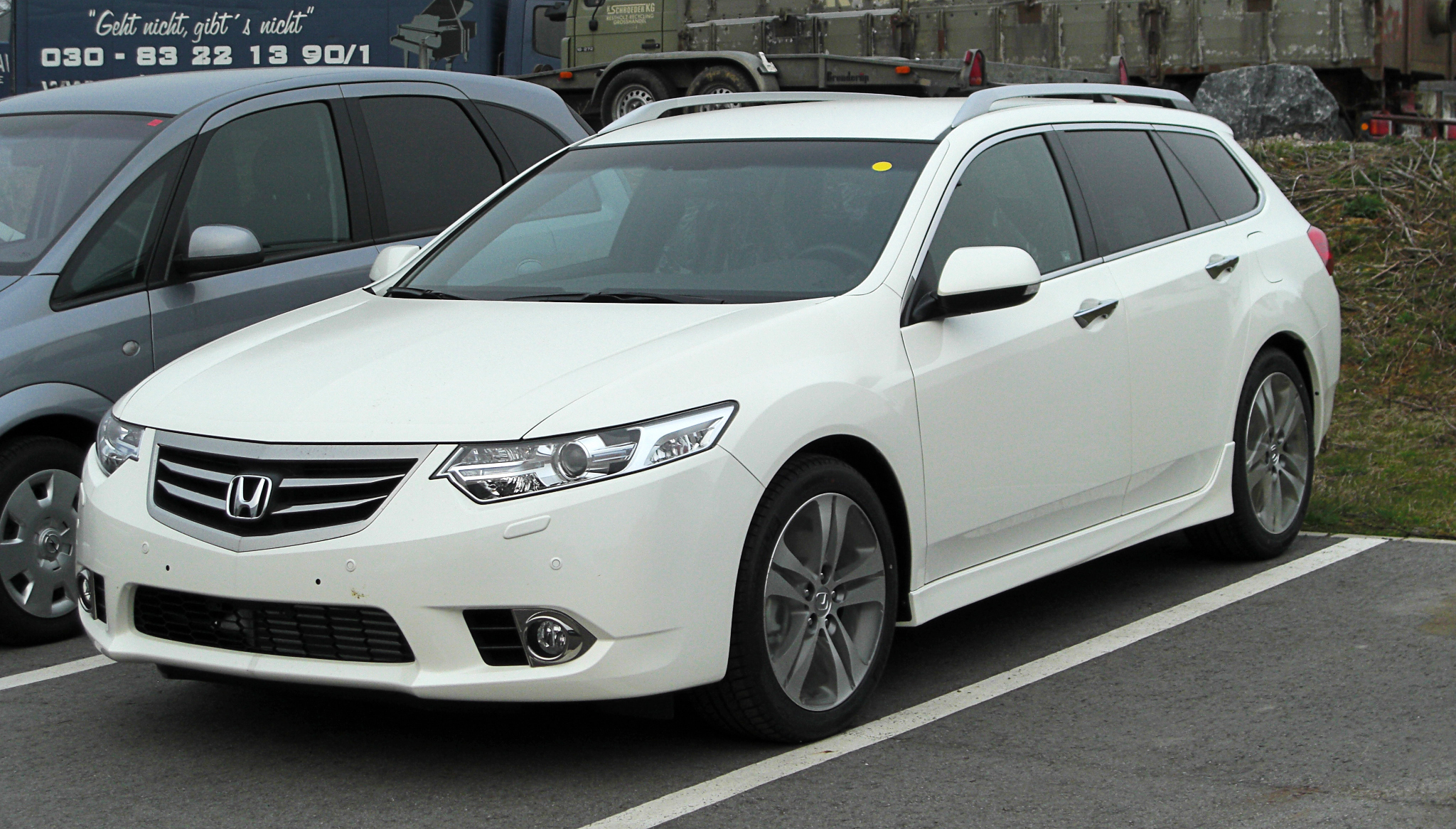
Honda Accord Tourer (2011–2015)
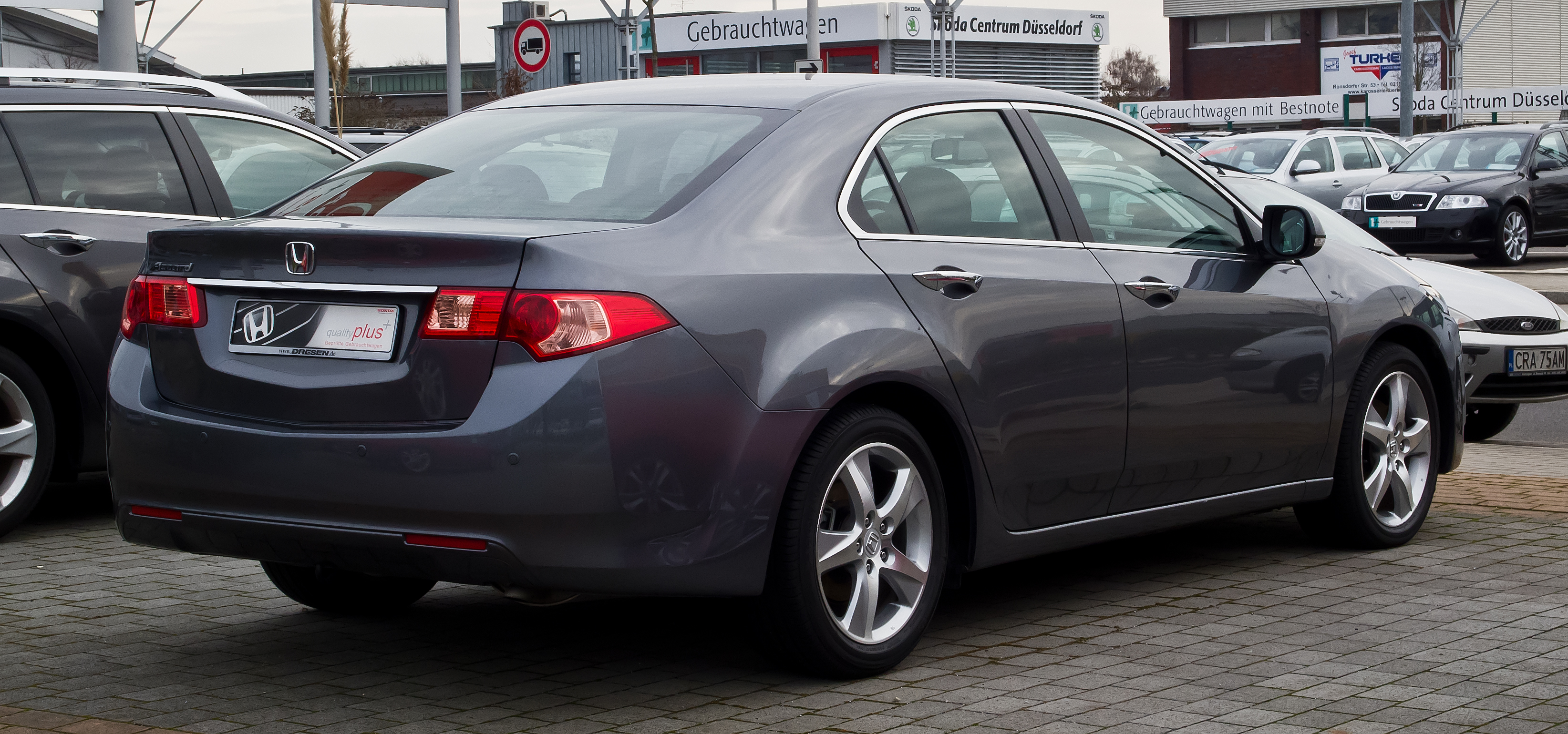
Honda Accord Limousine (2011–2015)
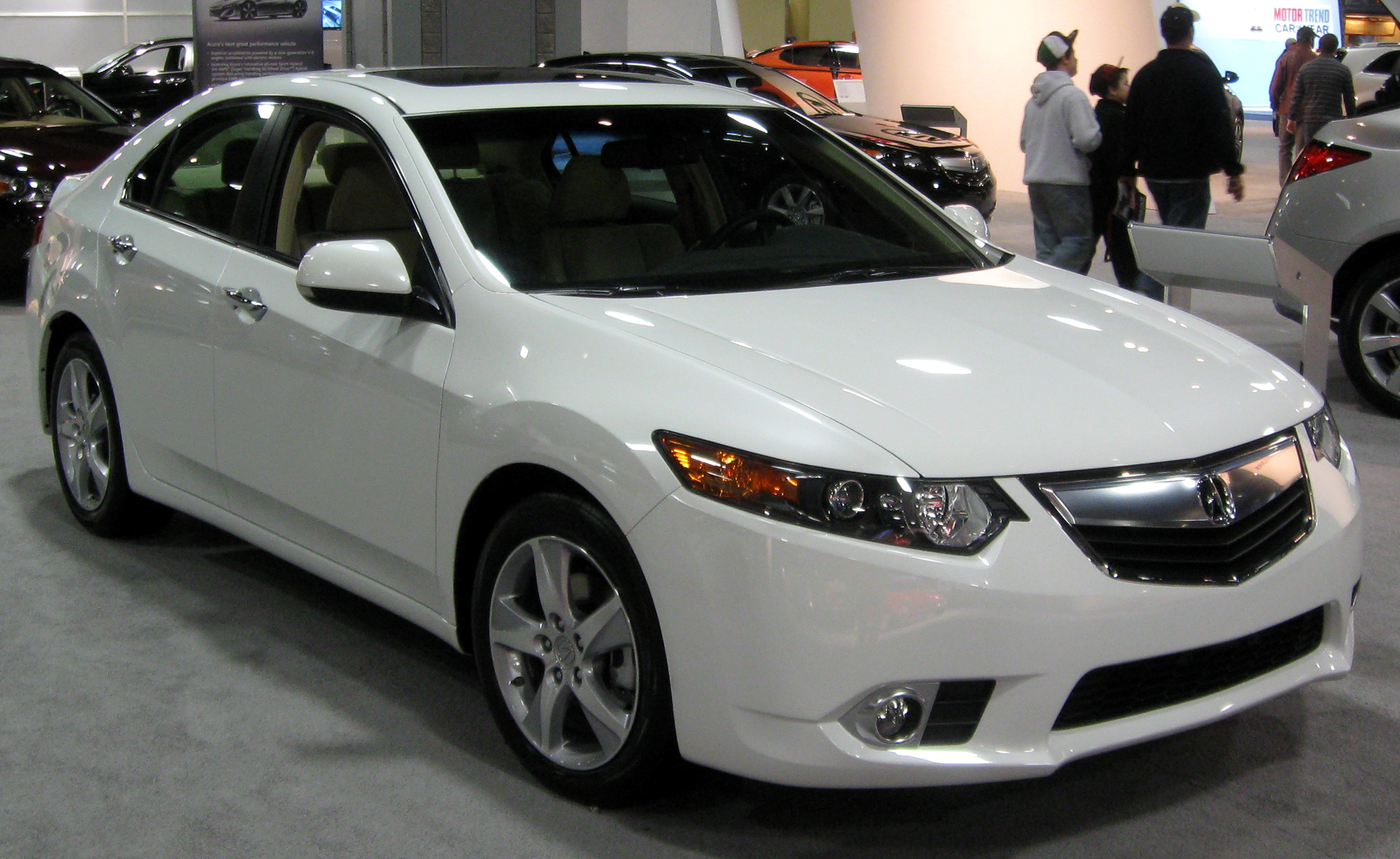
Acura TSX

## Technische Daten
|                                                                   | 2.0 i-VTEC                                               | 2.4 i-VTEC                                          | 2.2 i-DTEC                                                     | 2.2 i-DTEC                             |
| ----------------------------------------------------------------- | -------------------------------------------------------- | --------------------------------------------------- | -------------------------------------------------------------- | -------------------------------------- |
| Bauzeitraum                                                       | 05/2008–06/2015                                          | 05/2008–06/2015                                     | 05/2008–06/2015                                                | 03/2011–06/2015                        |
| Motortyp                                                          | Ottomotor                                                | Ottomotor                                           | Dieselmotor                                                    | Dieselmotor                            |
| Motorbauart                                                       | R4                                                       | R4                                                  | R4                                                             | R4                                     |
| Hubraum                                                           | 1997 cm³                                                 | 2354 cm³                                            | 2199 cm³                                                       | 2199 cm³                               |
| Gemischaufbereitung                                               | Saugrohreinspritzung                                     | Saugrohreinspritzung                                | Common-Rail-Direkteinspritzung                                 | Common-Rail-Direkteinspritzung         |
| Motoraufladung                                                    | —                                                        | —                                                   | Turbolader                                                     | Turbolader                             |
| Leistung                                                          | 115 kW (156 PS) bei 6300/min                             | 148 kW (201 PS) bei 7000/min                        | 110 kW (150 PS) bei 4000/min                                   | 132 kW (180 PS) bei 4000/min           |
| Drehmoment (Automatik)                                            | 192 Nm bei 4100–5000/min                                 | 234 Nm bei 4300–4400/min (230 Nm bei 4200–4400/min) | 350 Nm bei 2000–2500/min (350 Nm bei 2000–2750/min)            | 380 Nm bei 2000–2750/min               |
| Kraftübertragung                                                  |                                                          |                                                     |                                                                |                                        |
| Antrieb, serienmäßig                                              | Vorderradantrieb                                         | Vorderradantrieb                                    | Vorderradantrieb                                               | Vorderradantrieb                       |
| Getriebe, serienmäßig                                             | 6-Gang-Schaltgetriebe                                    | 6-Gang-Schaltgetriebe                               | 6-Gang-Schaltgetriebe                                          | 6-Gang-Schaltgetriebe                  |
| Getriebe, optional                                                | 5-Stufen-Automatik                                       | 5-Stufen-Automatik                                  | 5-Stufen-Automatik                                             | Nicht erhältlich                       |
| Messwerte                                                         |                                                          |                                                     |                                                                |                                        |
| Beschleunigung 0 bis 100 km/h in s (Schaltung/Automatik)          | Limo: 9,4–9,8/10,8–11,1 Kombi: 10,0–10,1/11,5            | Limo: 8,0/9,6 Kombi: 8,3/9,9                        | Limo: 9,4–9,6/10,0–10,1 Kombi: 9,7–9,9/10,4–10,5               | Limo: 8,6–8,7 Kombi: 8,6–8,7           |
| Höchstgeschwindigkeit, km/h (Schaltung/Automatik)                 | Limo: 215/212 Kombi: 212/210                             | Limo: 227/227 Kombi: 222/222                        | Limo: 212/207 Kombi: 207/202                                   | Limo: 220 Kombi: 217                   |
| Kraftstoffverbrauch auf 100 km (kombiniert) (Schaltung/Automatik) | Limo: 6,9–7,0/7,3 l Super Kombi: 7,0–7,2/7,3–7,5 l Super | Limo: 8,6/8,4 l Super Kombi: 8,7/8,6 l Super        | Limo: 5,3–5,4/6,1–6,2 l Diesel Kombi: 5,5–5,6/6,3–6,4 l Diesel | Limo: 5,6 l Diesel Kombi: 5,7 l Diesel |
| CO2-Emission (kombiniert) (Schaltung/Automatik)                   | Limo: 159–162/168–170 g/km Kombi: 163–166/170–173 g/km   | Limo: 199/195 g/km Kombi: 201/199 g/km              | Limo: 138–141/159–162 g/km Kombi: 143–146/164–167 g/km         | Limo: 147 g/km Kombi: 150 g/km         |
| Tankinhalt                                                        | 65 l                                                     | 65 l                                                | 65 l                                                           | 65 l                                   |
| Abgasnorm nach EU-Klassifikation                                  | Euro 5                                                   | Euro 5                                              | Euro 5                                                         | Euro 5                                 |